# St. Oswald (Jachenhausen)

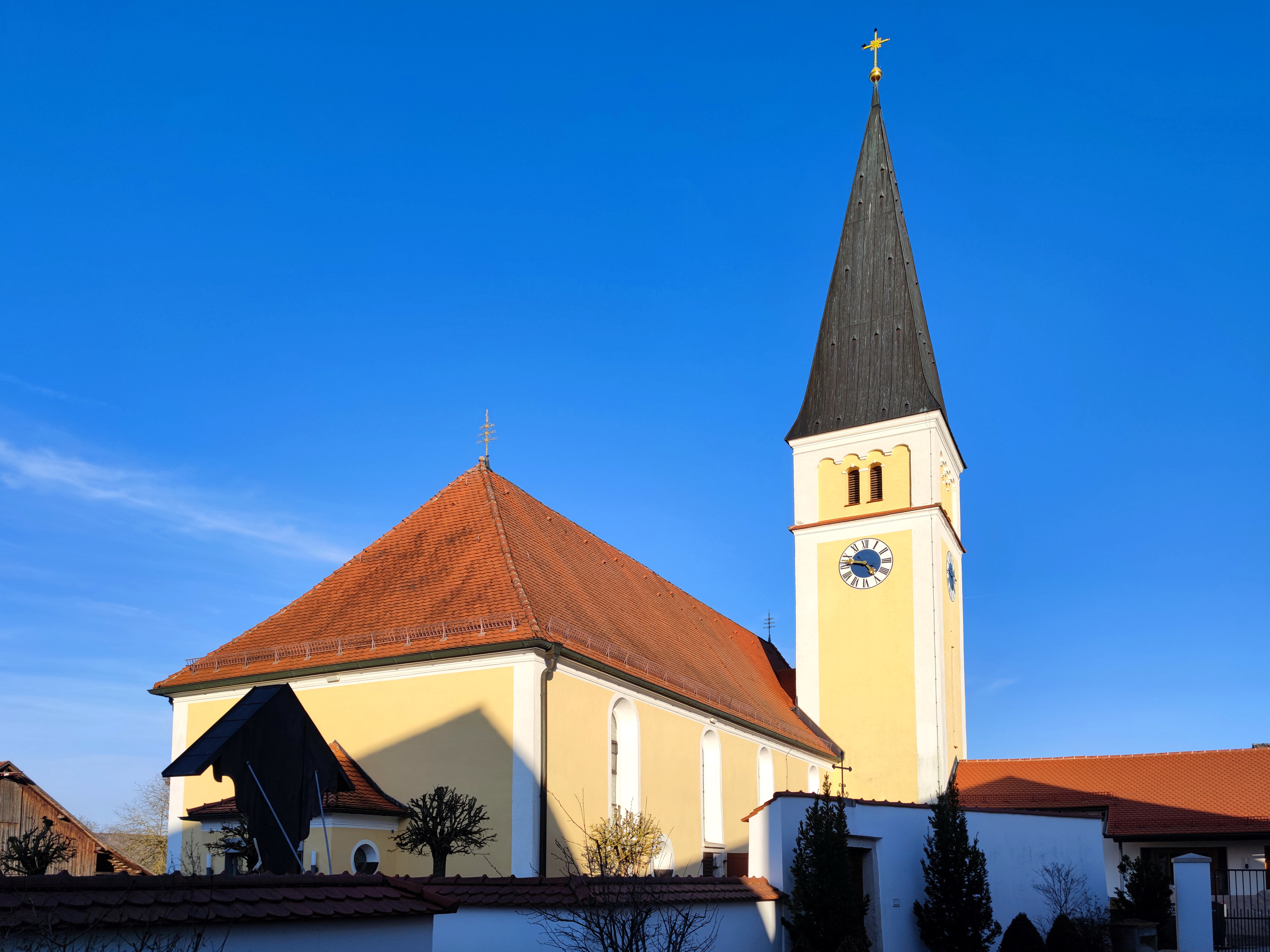
St. Oswald in Jachenhausen

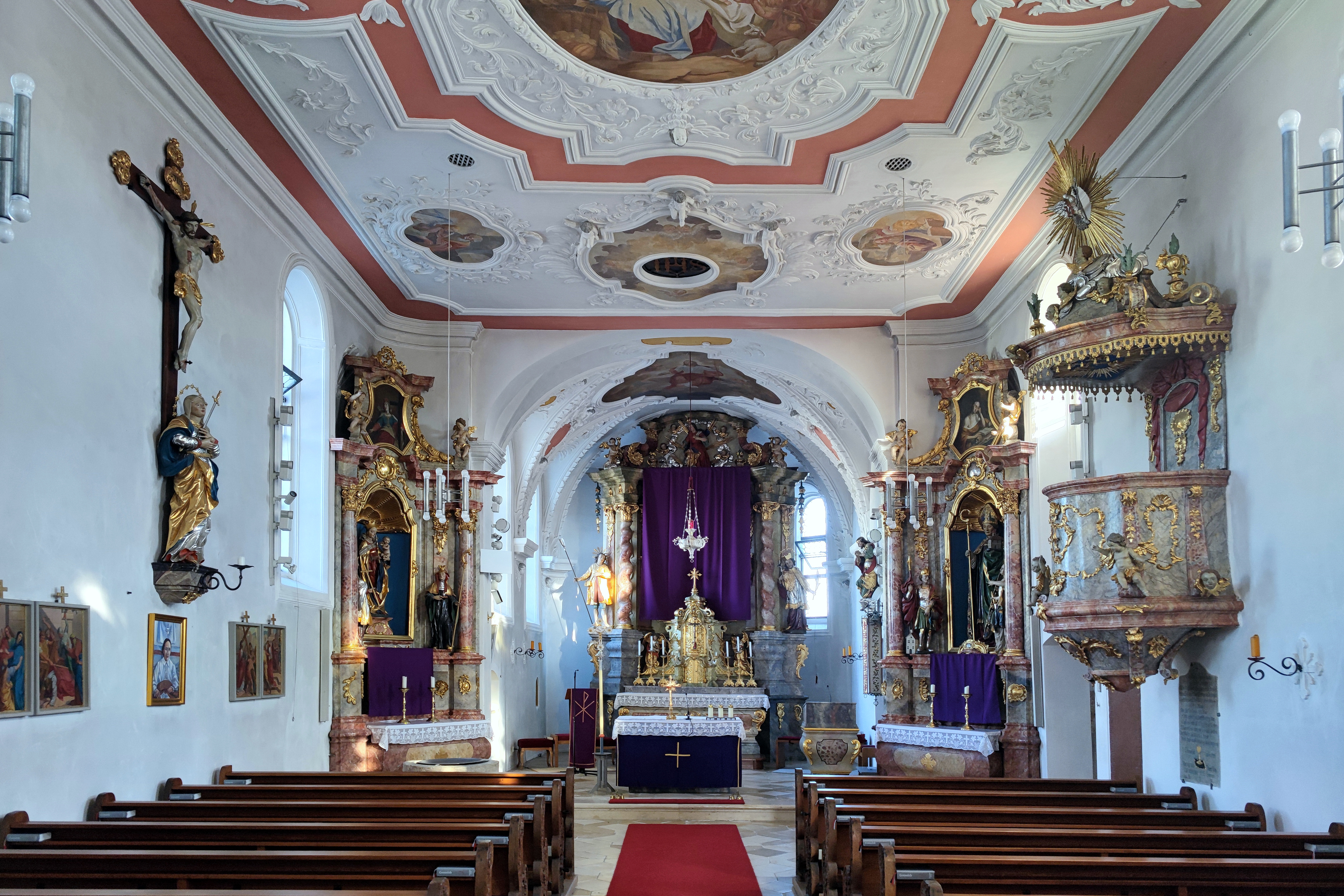
St. Oswald: Innenraum

St. Oswald in Jachenhausen ist eine römisch-katholische Pfarrkirche im Stadtgebiet von Riedenburg im niederbayerischen Landkreis Kelheim. Die Pfarrkirche gehört zu den geschützten Baudenkmälern in Bayern.

## Geschichte
Eine erste Kirche in Jachenhausen wurde vermutlich schon Anfang des 12. Jahrhunderts errichtet. Die Pfarrei war von 1286 bis in das 16. Jahrhundert dem Kloster Biburg inkorporiert, dann übte das Präsentationsrecht das Jesuitenkolleg Ingolstadt aus. Die im Kern mittelalterliche katholische Pfarrkirche St. Oswald wurde wohl im 17. Jahrhundert neu errichtet. Die barocken Altäre stammen aus der Zeit zwischen 1730 und 1750. Um 1880 wurde das Langhaus nach Westen verlängert.
Die Glocken der Kirche stammen aus dem Jahr 1949 und wurden von Johann Hahn in Landshut gegossen. Der Glockenstuhl musste im Jahr 2020 erneuert werden.